# Борилов синодик

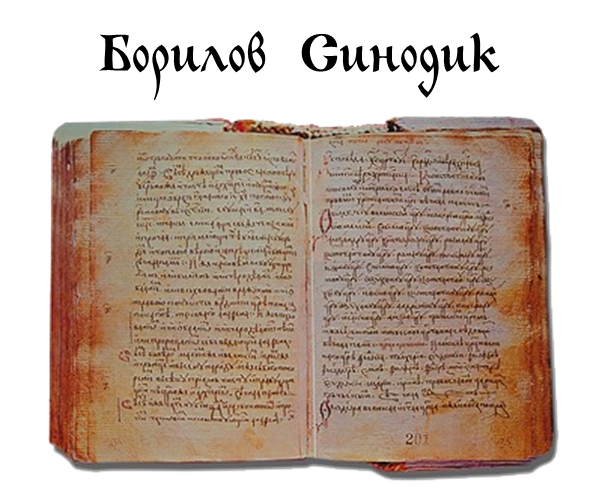

Борилов синодик («Синодик, который читается в первую неделю поста») — официальный памятник Болгарской патриархии, один из немногих сохранившихся документов на среднеболгарском языке XIII — XIV веков, важный источник по истории Второго Болгарского царства и письменного болгарского языка в этот период.

## Создание и содержание рукописи
Его создание было вызвано необходимостью документирования решений совета против богомилов, созванного царём Борилом в 1211 году. По его приказу был переведён на болгарский греческий «Синодик в Неделю Православия» от 843 года, в котором содержатся изложения и анафемы против различных старых ересей, распространённых в Византии.
К переводу на болгарский в синодик добавлена специальная глава, в которой рассказывается о совете в Тырново в 1211 год с участием царя Борила, который «изобличил ложное учение» богомилов, и проклинается эта ересь. После 1235 года в «Борилов синодик» был добавлен и подробный рассказ о восстановлении независимой Болгарской Патриархии по инициативе царя Ивана Асеня ІІ.
В рукописи провозглашается вечная память многим болгарским царям, царицям, патриархам, митрополитам, севастократорам, деспотам, видным боярам и царским слугам. Последние записи относятся к концу XIV века. Считается, что его окончательное редактирование — дело патриарха Евфимия.

## Распространение и копия
После падения Тырнова (1393) «Синодик царя Борила» переносится и распространяется в Сербии и России, где по его модели составляются сербские и русские синодики.
Оригинал «Борилова синодика» не сохранился. Существует в двух копиях (списках), известных сегодня как «Палаузовский» и «Дриновский», по именам первооткрывателей рукописей — Спиридона Палаузова и Марина Дринова. В настоящее время обе рукописи хранятся в Национальной библиотеке Святых Кирилла и Мефодия в Софии.

## Издания
- Божилов И., Тотоманова А., Билярски И. Борилов синодик — издание и превод. — София: ПАМ Пъблишинг Къмпани, 2012. — 388 с.
- Държава и църква през XIII век. Преписка на българите с папа Инокентий III. Синодик на цар Борил. — София, 1999. — С. 55—88, 97—105. (Славянска библиотека. Серия Slavia Orthodoxa).